# Чумак Максим Вікторович
Макси́м Ві́кторович Чума́к — український спортсмен, лейтенант Збройних Сил України, учасник російсько-української війни, що загинув у ході російського вторгнення в Україну в 2022 році, майстер спорту України з дзюдо та самбо.

## Життєпис
Максим Чумак народився 1984 року в Києві. Ще в ранньому дитинстві почав займатися спортом. Після закінчення загальноосвітньої школи навчався в Державному податковому університеті. Закінчив там і кафедру військової підготовки, отримавши звання молодшого лейтенанта запасу. Брав участь у всеукраїнських та міжнародних змаганнях з дзюдо та самбо. За вагомий внесок у досягнення українського спорту і виконали відповідних нормативів Максиму Чумаку було присуджено почесне спортивне звання «Майстер спорту України з дзюдо та самбо». З початком повномасштабного російського вторгнення в Україну 26 лютого 2022 року Максим Чумак добровільно вступив до лав Національної гвардії України. Під час війни отримав звання лейтенанта. Разом з побратимами у надзвичайно тяжких умовах у лісі вздовж лінії фронту під Кремінною виконував бойові завдання. За тиждень до смерті, 27 грудня 2022 року згідно з Указом Президента «Про відзначення державними нагородами України» за особисту мужність і самовідданість, виявлені у захисті державного суверенітету та територіальної цілісності України, вірність військовій присязі, сумлінне та бездоганне служіння Українському народу був нагороджений орденом «За мужність» ІІІ ступеня. Загинув 3 січня 2023 року під Сватовим на Луганщині. В авто, де перебував Максим Чумак, влучив снаряд. Підготовлено подання на нагородження загиблого офіцера орденом «За мужність» ІІ ступеня.

## Нагороди
- Орден «За мужність» II ступеня (2022, посмертно)
- Орден «За мужність» III ступеня (2022) — за особисту мужність і самовідданість, виявлені у захисті державного суверенітету та територіальної цілісності України, вірність військовій присязі, сумлінне та бездоганне служіння Українському народові.